# فريدريش يواخيم شتنجل
فريدريش يواخيم شتنجل (بالألمانية: Friedrich Joachim Stengel) (و. 1694 – 1787 م) هو مهندس معماري من ألمانيا . ولد في تسيربست .
توفي في ساربروكن .